# Осетрові України

Білуга

Осетрові (Acipenseridae) — родина хрящекісткових риб, що охоплює 27 представників. Осетрові виокремилися в тріасі 245—208 мільйонів років тому. Осетрові, як і веслоносові, вважаються «реліктовими» видами риб, адже за своїми морфологічними ознаками майже не відрізняються від своїх перших викопних пращурів. Природний ареал осетрових — річки, озера та прибережні морські ділянки субтропічного, помірного та субарктичного кліматичних поясів в Євразії та Північній Америці. В Україні з 27 видів осетрових історично зустрічалися шість, проте два з них вже давно не реєструвалися і вважаються зниклими на території України.

## Види та ареал
З-поміж 27 видів осетрових в Україні зустрічаються шість. До них належать білуга звичайна, осетер атлантичний, осетер руський, осетер шип, севрюга звичайна та стерлядь прісноводна. Згідно з матеріалами Червоної Книги України, серед наведених видів осетер атлантичний та осетер шип вважаються зниклими на території України. Решта видів має статус «вразливий» або «зникаючий».
Найбільші життєздатні популяції осетрових України зустрічаються в нижній течії Дунаю. Окрім того, представники осетрових риб можуть зустрічатися в інших великих ріках. В Дністрі, верхів'ї Дніпра ще збереглися життєздатні популяції стерляді, а у північно-західному Причорномор'ї та Азовському морі досі можна зустріти залишки популяцій севрюги, білуги й руського осетра.

## Спосіб життя

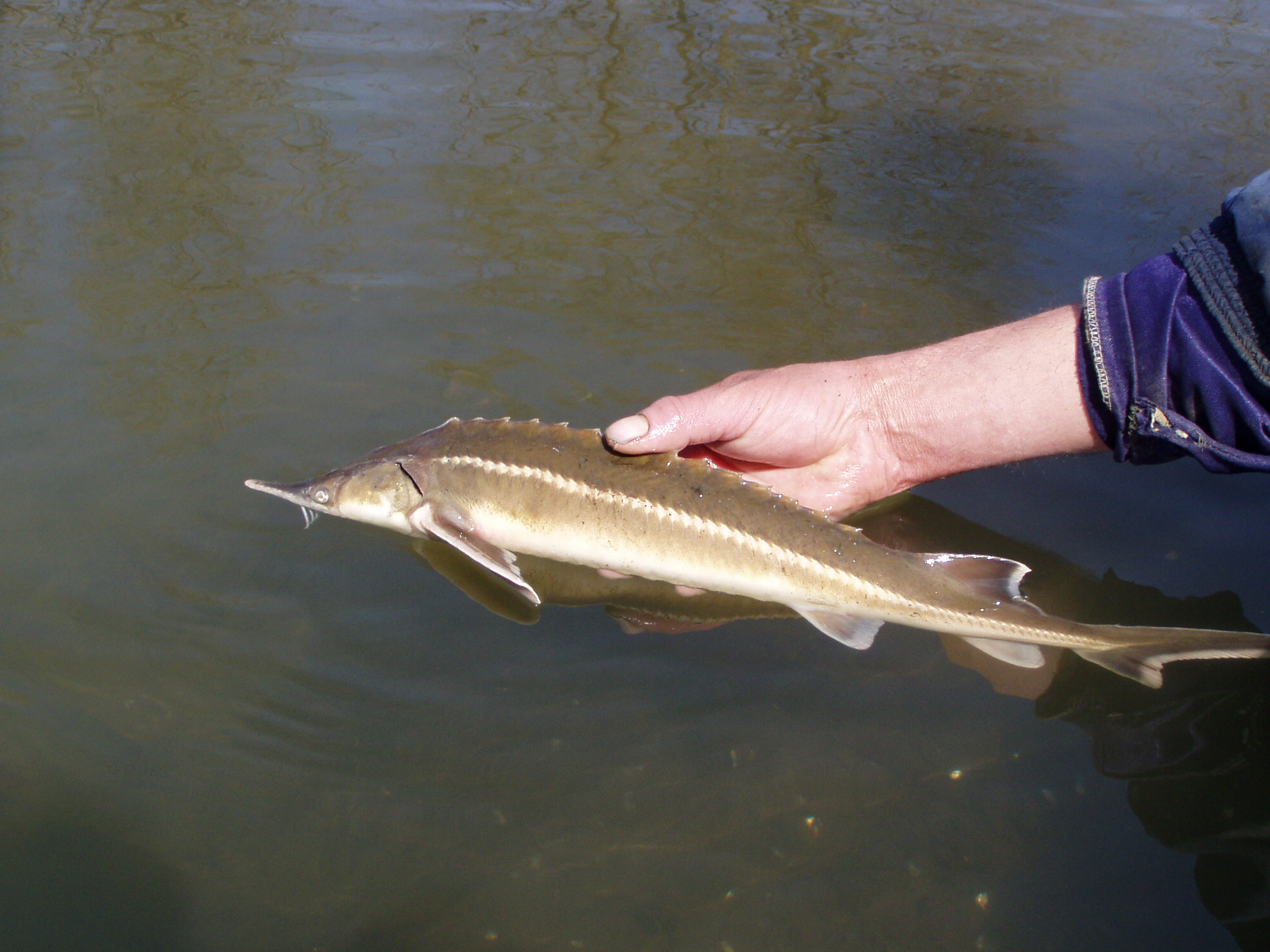
Стерлядь

За своїм способом життя більшість видів осетрових є анадромними, тобто нерестяться в прісних водоймах, а потім мігрують в моря та океани для нагулу. Такими є й усі українські осетрові, окрім стерляді, що мешкає виключно в прісноводних водоймах. Анадромні осетрові нерестяться в прісних водоймах, де відкладають ікру, з якої вилуплюються личинки. Течія переносить личинок в ділянки водойми зі слабкою течією, де молодь проводить свій перший рік. За цей період осетрові досягають, в середньому, 18—20 см та мігрують в основне русло річки.
Більшість видів українських осетрових живляться донними безхребетними — комахами, їхніми личинками, кільчастими червами та молюсками. Деякі види зменшують або навіть припиняють харчування під час міграції у прісній воді. Білуга — єдиний справжній хижак серед українських осетрових. У Чорному морі вона полює на донних та пелагічних риб, а в річці харчується прісноводною рибою.

## Вилов осетрових
Офіційні дані щодо розмірів популяцій осетрових України свідчать про надзвичайне скорочення їхньої чисельності. Для прикладу, з 1990 до 2011 р. чисельність осетрових в Азовському морі зменшилася у 120 разів. Схожі дані існують і щодо інших видів українських осетрових. Головними причинами зменшення чисельності осетрових вважають надмірний вилов (в тому числі браконьєрство), знищення чи пошкодження оселищ, а також забруднення річок. Для прикладу, майже 80 % місць існування осетрових Дунаю були знищені або пошкоджені внаслідок випрямлення річки, побудови каналів та дамб для попередження повеней.

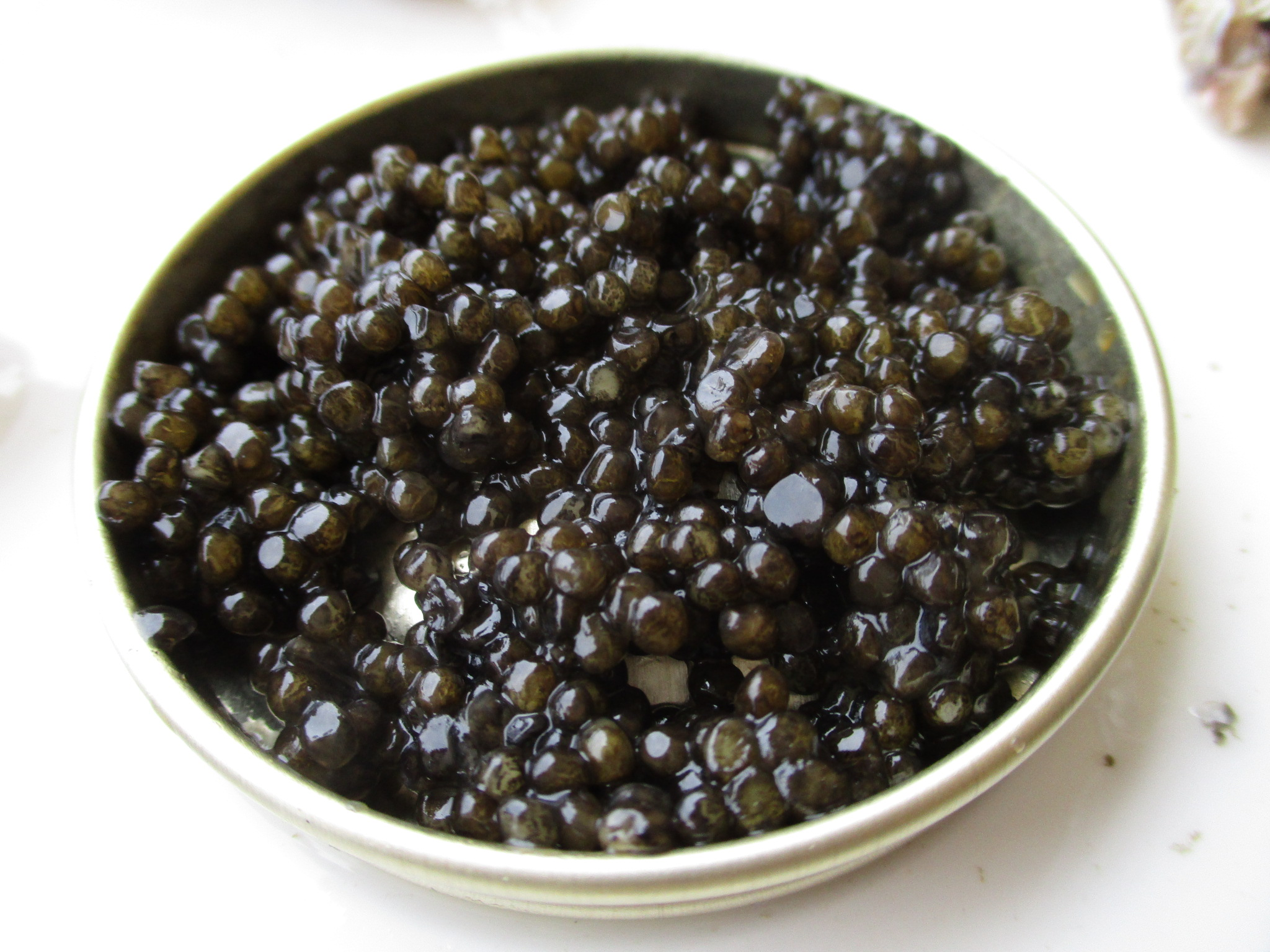
Чорна ікра — делікатесний продукт з осетрових

З 2009 року усі види осетрових України занесено до Червоної книги України, тому їхній промисловий вилов заборонено. Тим не менш, браконьєрство залишається суттєвим негативним фактором, що загрожує українським осетровим.
Основним фактором, що впливає на надмірний вилов осетрових, є надзвичайно велика ціна на продукти з них — чорну ікру та м'ясо. Дослідження, проведені Всесвітнім фондом природи в Україні, показали, що майже 40 % зразків чорної ікри та м'яса осетрових у відкритих точках продажу в Україні мають нелегальне походження, тобто походять від особин, які були незаконно виловлені у дикій природі.

## Охорона осетрових
З огляду на значні загрози, осетрові України охороняються на національному та міжнародному рівнях. Зокрема, усі шість видів осетрових, що зустрічаються в Україні, занесені до Червоної книги України зі статусом «зниклий» (осетер атлантичний та осетер шип), «зникаючий» (білуга звичайна та стерлядь прісноводна) та «вразливий» (осетер руський та севрюга звичайна). З 2000 року промисловий вилов осетрових в Україні заборонено. Станом на 2019 рік компенсація за незаконне добування однієї особини білуги складає 100 тис. грн, осетра руського, стерляді або севрюги — 48 тис. грн. Також вчені вже давно не зустрічали в уловах осетра атлантичного та осетра шипа, проте для цих видів теж передбачена відповідна компенсація у вигляді 110 тис. грн.
Загрозливий статус осетрових підтверджується і Червоним списком Міжнародного союзу охорони природи. Окрім того, охорона осетрових передбачена Бернською конвенцією: осетер атлантичний включений до додатка 2 Бернської конвенції як вид, що підлягає суворій охороні, а севрюга, стерлядь та білуга — підлягають охороні та внесені до додатка 3. Охорона осетрових також передбачається Боннською конвенцією, а торгівля продуктами з осетрових (наприклад, чорною ікрою та м'ясом) регулюється конвенцією CITES.
В Україні охорона осетрових знаходиться в компетенції таких державних органів, як Державна екологічна інспекція, Рибоохоронні патрулі, Державна фіскальна служба та Держпродспоживслужба. Збереження осетрових також покладено на окремі установи природно-заповідного фонду України, зокрема, Дунайський біосферний заповідник, Нижньодністровський НПП і ряд інших.
Окрім того, існують окремі громадські ініціативи, направлені на збереження осетрових. Зокрема, з 2016 року в рамках міжнародного проєкту збереженням осетрових Дунаю займається Всесвітній фонд природи в Україні (WWF в Україні). Така робота ведеться в трьох основних напрямах: покращення законодавства, пов'язаного з охороною осетрових, робота з місцевими риболовецькими громадами для запобігання випадкам браконьєрства, а також робота з ринком для зменшення рівня нелегальної торгівлі осетровими та продуктами з них.

## Види осетрових України
| Наукова назва             | Українська назва     | Ареал                               | Охоронний статус*                                                                               | Примітки                                                       |
| ------------------------- | -------------------- | ----------------------------------- | ----------------------------------------------------------------------------------------------- | -------------------------------------------------------------- |
| Acipenser gueldenstaedtii | Осетер російський    | Басейни Чорного та Азовського морів | ЧКУ, IUCN (CR), додаток 2 Боннської конвенції, додаток 2 CITES                                  |                                                                |
| Acipenser nudiventris     | Осетер шип           | Басейни Чорного та Азовського морів | ЧКУ, IUCN (CR), додаток 2 Боннської конвенції, додаток 2 CITES                                  | Вважається зниклим на території України                        |
| Acipenser ruthenus        | Стерлядь прісноводна | Дністер, Дніпро, інші крупні річки  | ЧКУ, IUCN (VU), додаток 3 Бернської конвенції, додаток 2 Боннської конвенції, додаток 2 CITES   | Єдиний виключно прісноводний вид осетрових України             |
| Acipenser stellatus       | Севрюга звичайна     | Басейни Чорного та Азовського морів | ЧКУ, IUCN (CR), додаток 3 Бернської конвенції, додаток 2 Боннської конвенції, додаток 2 CITES   |                                                                |
| Acipenser sturio          | Осетер європейський  | Басейни Чорного та Азовського морів | ЧКУ, IUCN (CR), Резолюція 6 Бернської конвенції, додаток 1 Боннської конвенції, додаток 1 CITES | Вважається зниклим на території України                        |
| Huso huso                 | Білуга звичайна      | Басейни Чорного та Азовського морів | ЧКУ, IUCN (CR), додаток 3 Бернської конвенції, додаток 2 Боннської конвенції, додаток 2 CITES   | Єдиний справжній хижак серед осетрових України, найбільший вид |

*Примітки щодо охоронного статусу:
ЧКУ — вид занесений до Червоної книги України
IUCN — вид занесений до Червоного списку Міжнародного союзу охорони природи (МСОП, IUCN) зі статусом «вразливий» (VU, vulnerable) або «знаходиться під критичною загрозою» (CR, critically endangered)
CITES — міжнародна торгівля видом або продуктами з нього регулюється Конвенцією про міжнародну торгівлю видами дикої фауни та флори, що перебувають під загрозою зникнення